# Basílica de Santa Ana (Rengo)
La Basílica Menor de Santa Ana de Rengo es un templo católico situado en la Ciudad de Rengo, y una de las tres basílicas regionales de entre las nueve basílicas menores de Chile, cuya antigüedad data desde el periodo colonial de este país.

## Historia

### Templos antecesores
Los primeros antecedentes de templos parroquiales en el sector que actualmente constituye la ciudad de Rengo datan desde el periodo colonial de Chile, durante el siglo XVII y XIX, en el que religiosos franciscanos y benedictinos levantaron templos, capillas, conventos y oratorios en diversos lugares del sector que actualmente constituye la Región del Libertador General Bernardo O'Higgins, tales como Chanqueahue, Apaltas, Esmeralda, El Convento de la Recoleta Franciscana de la Isla, Popeta, El Baluarte, etc. En el caso de Rengo, que en aquel entonces solo era un hito en el "Camino Real", se construye una Capilla en 1730 en el sector de Rinconada de los Morales, actualmente la avenida El Ciprés del sector Rinconada de Malambo, por iniciativa del Pbro. Diego José Marín, último cura doctrinero de Malloa y primer Párroco de San Fernando. La capilla era una simple construcción rectangular de adobe, con techo de totora, reforzada posteriormente con pilares de madera de espino, y reemplazado su rústica techumbre por una de tejas. Posteriormente, en calidad de "Vice párroco del Río Claro", el Pbro. Ignacio Espejo se propone construir un templo de mejor calidad en el mismo lugar, el que se denominó primariamente "Iglesia de Río Claro" y posteriormente "Iglesia de Santa Ana". Algunos historiadores sugieren que el nombre proviene de la devoción mariana de Espejo, mientras que otros sugieren que se debe al nombre que recibía el sector por aquel entonces, que era “Caseríos de Santa Ana”.

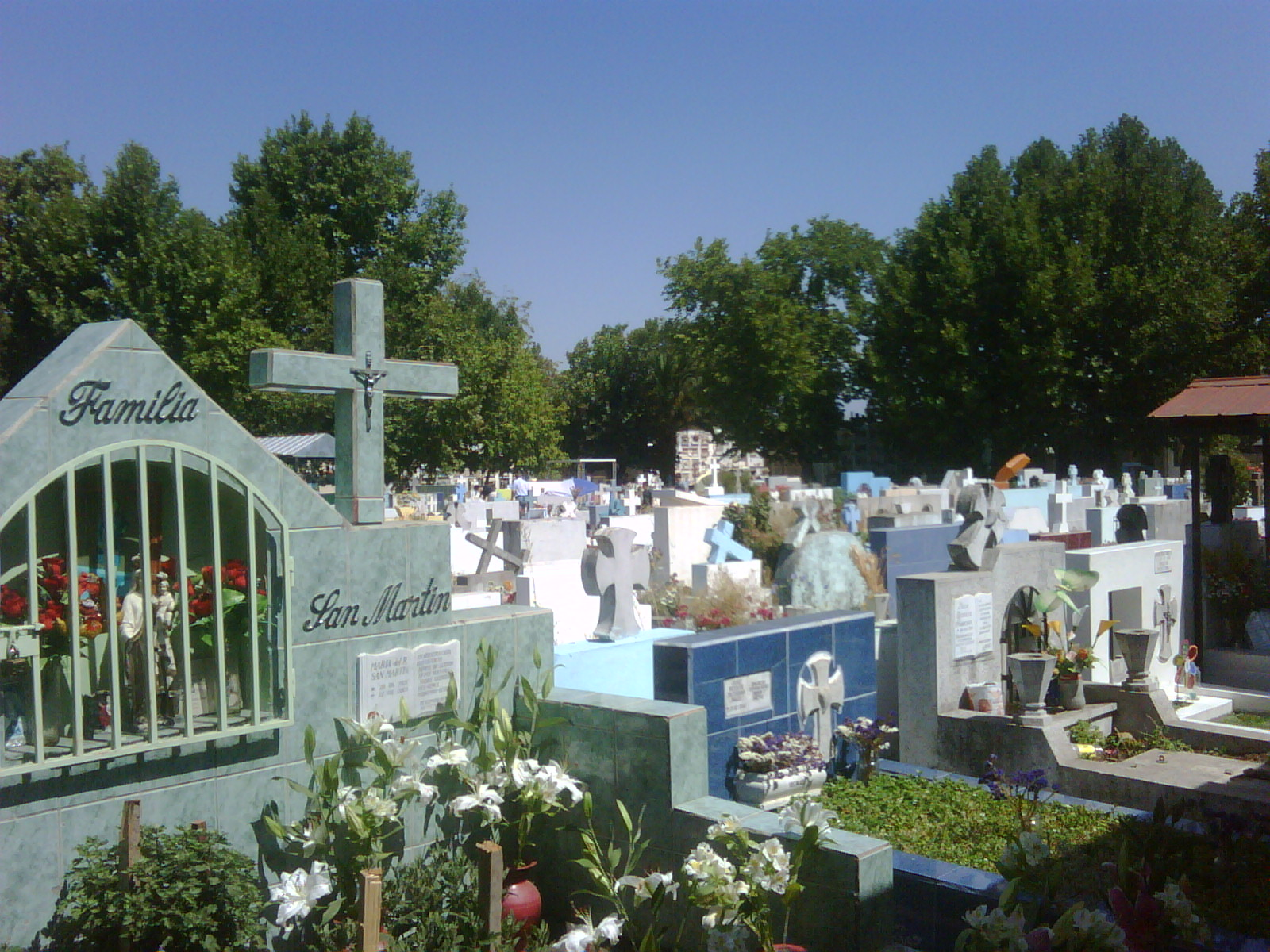
La primera parroquia renguina se levantó en el extremo surponiente del actual Cementerio Católico de la ciudad

En 1786, Antonio Cornelio de Quezada sucede a Espejo en calidad de "primer Cura y Vicario de la Iglesia de Santa Ana del Río Claro". Fue durante su administración, el 4 de octubre de 1792, que el Obispo Blas Sobrino y Minayo erige la Iglesia oficialmente con el nombre de "Santa Ana de Río Claro", desmembrándola de Guacarhue, iniciándose con ello el registro del "Libro de Partidas de Entierros hechos en esta Nueva Doctrina de Río Claro". A Cornelio de Quezada le sucede Antonio Nolberto Cristi, entre 1812 y 1825, quien realiza acciones misioneras en el sector. A su vez, a Cristi le sucede Juan Brayer en calidad de Párroco, quien extiende estas procesiones hacia los sectores de "Camino Principal" y "Camino de la Parroquia", que actualmente corresponden a las calles Carlos Condell y Coronel Marzán de Rengo, respectivamente.
En 1848, sobre la base de la rústica Iglesia de Santa Ana se construye el primer templo de piedra, edificio cuyas ruinas subsisten en la actualidad, en el costado sur del Cementerio Católico de Rengo, y que es utilizado como mausoleo. En 1856 un gran incendio de la parroquia Santa Ana destruye por completo este edificio, salvándose solamente una talla de madera de Cristo y el libro de las partidas de entierros. A pesar de esto, se siguen oficiando misas en un improvisado oratorio asentado en las ruinas del templo, reparadas parcialmente.
A pesar del apoyo financiero de la Gobernación de ese entonces, la reconstrucción del templo no puede llevarse a cabo. En 1858, asume la dirección de la Parroquia el Pbro. José Ginouvés, quién comienza a despertar la inquietud por construir un templo nuevo, en una ubicación más cercana al "Camino Principal de Río Claro", debido a que en este sector, donde se encuentra desde entonces la Plaza de Armas de Rengo, se encontraban la mayoría de los edificios residenciales y comerciales del pueblo. Este camino constituye el actual eje formado por las avenidas Arturo Prat y Carlos Condell.

### Templo actual

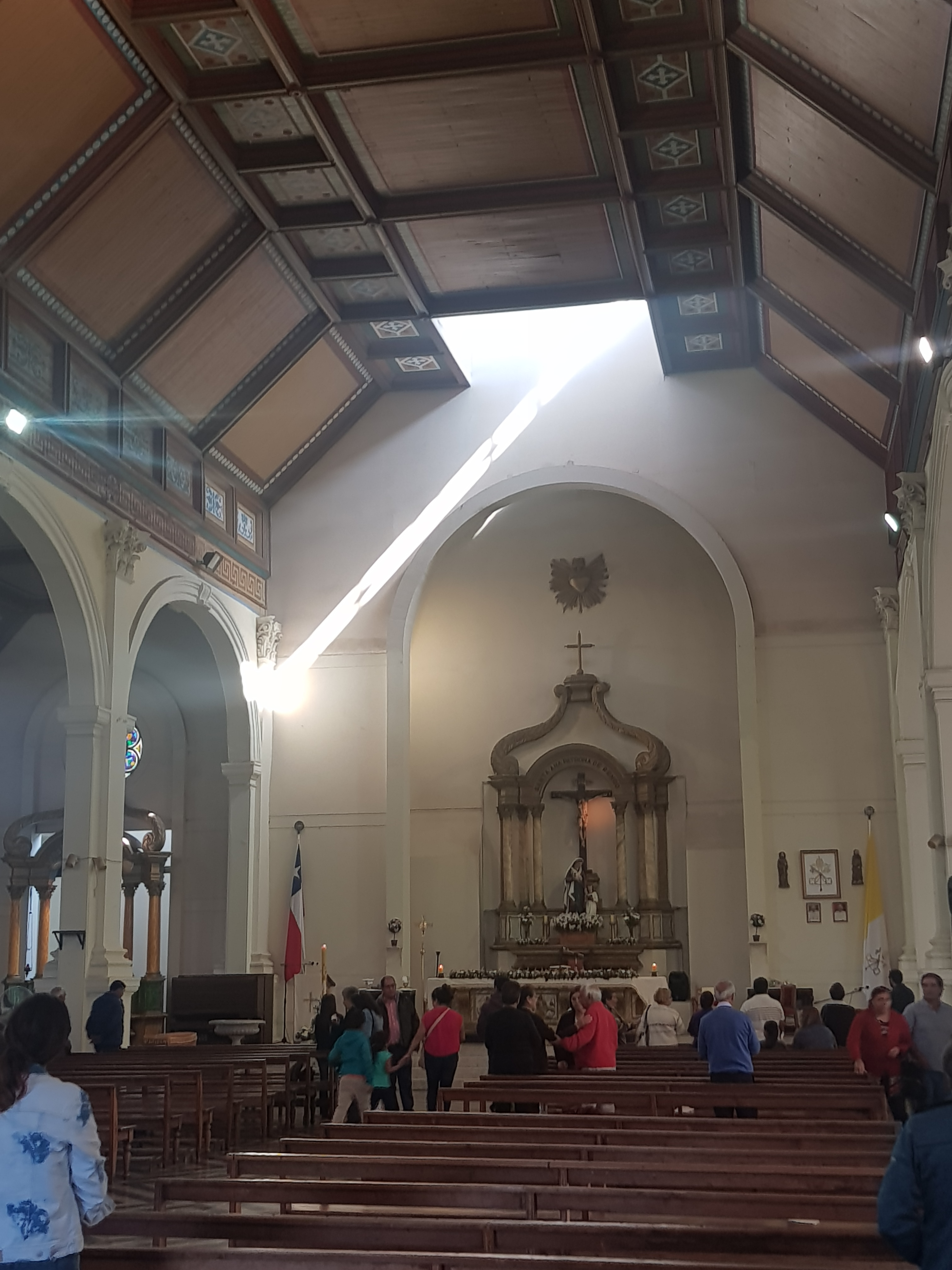
Interior de la Basílica en 2018

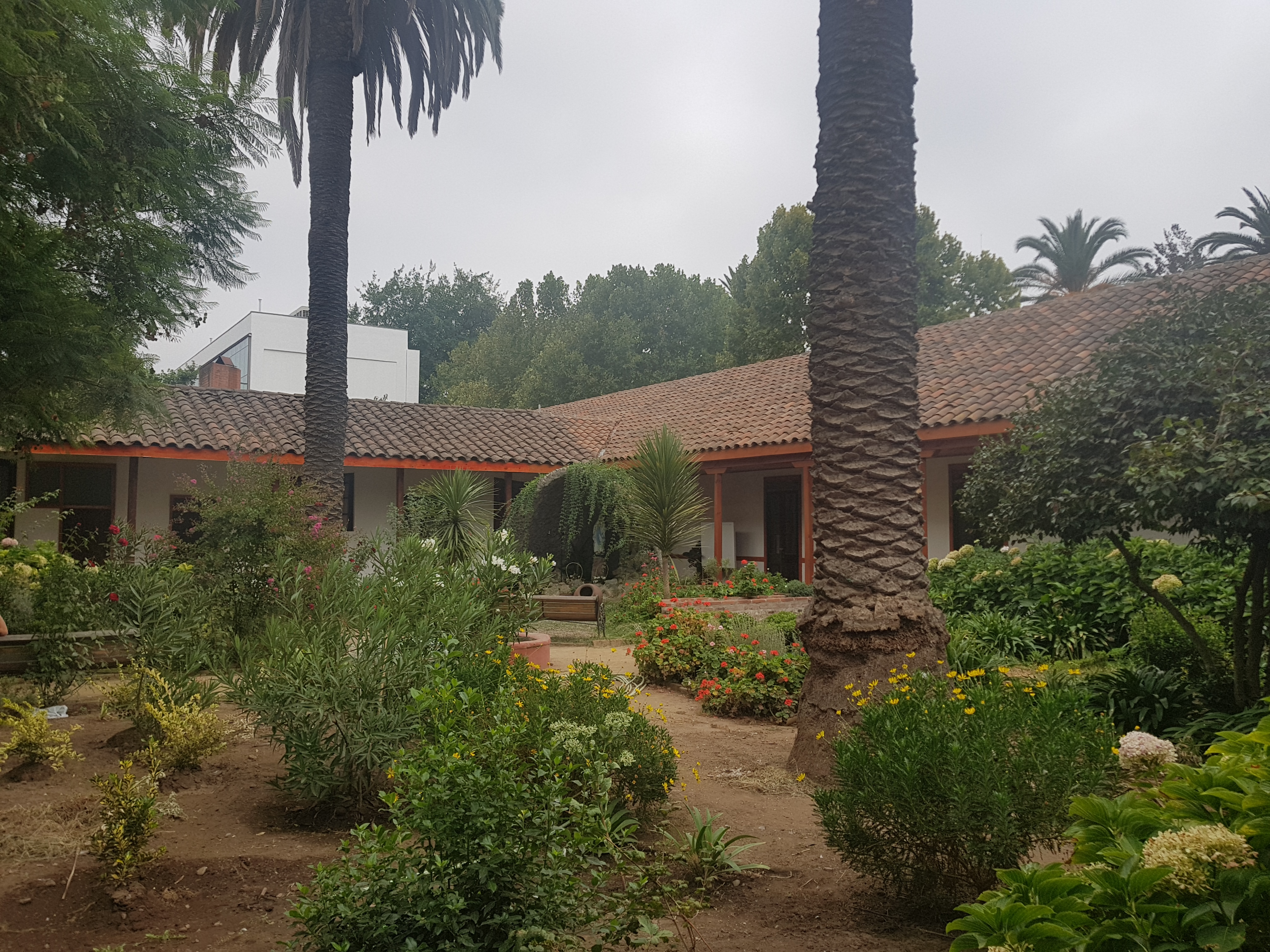
Jardines parroquiales

A pesar de la iniciativa de Ginouvés, no sería hasta 1877, con la llegada del Pbro. Tristán Solís, quien asumiría como párroco en 1878, que el proyecto del nuevo y actual templo de Santa Ana de Rengo comenzaría a concretarse. En primer lugar se consigue la donación de un terreno colindante con la cuadra poniente de la Plaza de Armas de Rengo, por parte del Agricultor Valentín Díaz de Valdés, y que constituye la ubicación actual de la Basílica, entre los ejes formados por las actuales avenidas Jose de San Martín, Bisquertt y Bernardo O'Higgins.
Por encargo del entonces presidente de Chile, José Manuel Balmaceda, el gobierno contrata al arquitecto francés Eugenio Joannon Crozier (quien había colaborado con Paul Blondel), para que desarrolle múltiples proyectos a lo largo del país con el fin de erradicar el estilo provinciano de las localidades rurales en las regiones de Chile. Entre estos proyectos estaba el diseño de este nuevo templo, cuyo maestro constructor fue Jacinto Contreras, junto a una Comisión de Fábrica (compuesta por Manuel Francisco Morales, Luis Felipe Mujica, Demetrio Cuadra y Luis Valenzuela Parra) quienes estuvieron a cargo del trabajo arquitectónico, iniciado en 1882. Las obras fueron lentas por falta de fondos y los trabajos se extendieron durante 12 años, hasta su inauguración en 1894, cuya terminación fue dirigida por el Vicepárroco Mario Peysson. Posteriormente, el 12 de noviembre de 1908, se colgaron las campanas del templo.
Este templo sobrevivió sin mayores cambios por varias décadas, hasta su derrumbe parcial como consecuencia del terremoto de 1985. A causa de esta destrucción, que afecto principalmente la techumbre del templo, se decidió tanto la clausura del edificio como el desplome de la fachada y parte del campanario por el riesgo que implicaba para los transeúntes. Durante este prolongado periodo de clausura, los oficios religiosos se celebraron en la casa parroquial adyacente al derruido templo.
Recién en 1991 comienzan los trabajos de reconstrucción, que incluyeron el refuerzo de la construcción original, y la incorporación de una techumbre asísmica (obra del arquitecto Raúl Irarrázabal) los que finalizan el 28 de septiembre de 1996, en el que se realiza la consagración solemne del Templo de Santa Ana de Rengo. Así mismo, el 6 de mayo de 1997 el Papa Juan Pablo II le otorgó el título de Basílica Menor.

## Descripción

### Edificio y patrimonio
El templo actual cuenta con una planta basilical ojival de 1.050 metros, con una capacidad de para alrededor de dos mil personas, sentadas y de pie. Consta de tres naves en forma de cruz latina, siendo la central la más ancha, la cual posee un crucero terminado en el cimborrio donde se emplaza el altar. La construcción interna presenta trabajos de mampostería solo en las columnas, de tipo románica, en concordancia con el estilo arquitectónico general que es de este tipo. El frontis de templo también posee sencillos trabajos de mampostería. A su vez, el demolido campanario original fue reemplazado por una estructura de metal, que recuerda al estilo de construcciones de metal puledano de Gustave Eiffel.
En sus orígenes, el templo fue alhajado con altares, imágenes y ornamentos litúrgicos procedentes de Francia, adquiridas con los fondos recolectados de los pobladores de la ciudad. En este se instaló también la talla de madera de Cristo rescatada del incendio de 1856 en el antiguo templo del Camino Real, simbolizando así que este templo era el depositario del legado del antiguo templo colonial. Sin embargo, como consecuencia del terremoto de 1906, la reliquia quedó aplastada por un muro, perdiéndose.
Actualmente, el templo cuenta en su patrimonio con numerosas reliquias, y pinturas entre las que destaca el retrato de San Alberto Hurtado Cruchaga.